# 윌리엄 대니얼 필립스
윌리엄 대니얼 필립스 (1948년 11월 5일 ~) 은 미국 물리학자이다.

## 생애
필립스는 1948년 11월 5일 펜실베이니아 주의 Wilkes-Barre에서 태어났다. 1970년에 Juniata College를 수석(summa cum laude)으로 졸업하고, 매사추세츠 공과대학교에서 박사학위를 받았다.
필립스의 박사 논문은 물 분자(H2O)에서 수소 원자의 자기 모멘트에 관한 것이었는데, 이것은 훗날 그의 연구에 중요한 관련이 된다.
그는 나중에 보스-아인슈타인 응축에 관한 연구를 하게 된다. 1997년에 스티븐 추, 클로드 코엔타누지와 함께 레이저 냉각 연구에 대한 공헌으로 노벨 물리학상을 수상한다.
레이저 냉각은 기체 원자의 움직임을 느리게 만드는 기술이다.
그는 현재 미국 표준 기술 연구소(NIST)에 있으며, 메릴랜드 대학교의 교수이다.